# Salvando a Grace
Saving Grace es una serie del canal de televisión TNT que fue estrenada el 23 de julio de 2007 en Estados Unidos. 
La historia transcurre en el estado de Oklahoma, EUA, cuyo personaje principal es la agente del departamento de policía Grace Hanadarko, interpretada por la ganadora del premio Óscar Holly Hunter.

## Argumento
La trama se centra en Grace Hanadarko, una detective promiscua y bebedora de Oklahoma City. En el primer capítulo de la serie, Grace se encuentra con su ángel de la "última oportunidad" cuando, después de una noche bebiendo, corre y mata a un peatón con su Porsche.
Desesperada, Grace pide la ayuda de Dios; apareciendo ante ella Earl, un hombre desaliñado que escupe tabaco; este desplega sus alas para revelar sus orígenes divinos. Earl le dice que se dirige al infierno y le pregunta si está lista para entregar su vida a Dios, cuando finalmente desaparece, la persona a la que golpeó también se ha ido y es como si el accidente nunca hubiera ocurrido. La única evidencia que queda es una pequeña cantidad de sangre de la víctima en su blusa, que lleva a su mejor amiga, la experta en ciencias forenses Rhetta Rodríguez, para que la analice. 
Con la ayuda de Rhetta, Grace descubre que la víctima de su accidente es en realidad un hombre que espera ser ejecutado en el corredor de la muerte, Leon Cooley, a quien visita en prisión descubriendo que también ha tenido encuentros con Earl, quien comienza a aparecer ante Grace a lo largo de la serie, con la esperanza de que abandone sus tendencias autodestructivas y busque la ayuda de Dios.
Apasionada en su trabajo, Grace investiga homicidios y otros crímenes importantes con los otros detectives de su equipo, incluidos Ham Dewey, Butch Ada, Bobby Stillwater y la capitana Kate Perry. Fuera del trabajo, Grace bebe mucho, participa en numerosas aventuras de una noche, encuentros casuales con hombres y tiene una aventura con su compañero policía casado, Ham. Aparte de sus defectos, Grace es una persona extraordinariamente cariñosa y generosa con quienes la rodean, en particular, ama a su joven sobrino, Clay y le dedica mucho de su tiempo.

## Elenco
- Holly Hunter - Grace Hanadarko.
- Leon Rippy - Earl (el ángel).
- Bokeem Woodbine - Leon Cooley (el convicto al que atropella).
- Kenny Johnson - Ham Dewey (compañero de trabajo y amante).
- Laura San Giacomo - Rhetta Rodríguez (mejor amiga de Grace).
- Gregory Norman Cruz - Bobby Stillwater.
- Bailey Chase - Butcha Ada.

También hay otros personajes, como su sobrino Clay, que por petición del padre (de Clay) le pide a Grace que deje de verlo por un tiempo, porque cree que Grace es una mala influencia para Clay. Por ejemplo, el episodio 4 de la 1.ª Temporada, se las ve a Grace y a Rettha conversando en el campo de tiro del departamento de policía, y, al llegar Clay, Grace le da el arma para que él también dispare.

## Episodios
Capítulos de la primera temporada

| Capítulo | Título en inglés                         | Título en castellano                    |
| 1        | Pilot                                    | Piloto                                  |
| 2        | Bring it on, Earl                        | Déjalo ahí Earl                         |
| 3        | Bless me father for I sinned             | Bendíceme padre porque he pecado        |
| 4        | Keep Your Damn Wings Off My Nephew       | Aleja tus alas de mi sobrino            |
| 5        | Would You Want Me to Tell You?           | ¿Qué quieres que te diga?               |
| 6        | And you wonder why I lie                 | ¿Y tú te preguntas por qué miento?      |
| 7        | Yeehaw,Geepah                            | Yeehaw, Geepah                          |
| 8        | Everything's Got a Shelf Life            | Todos tienen su propia vida             |
| 9        | A language of angels                     | Un lenguaje de ángeles                  |
| 10       | It's Better When I Can See You           | Es mejor cuando puedo verte             |
| 11       | This Way is too normal for you           | Este camino es demasiado normal para ti |
| 12       | Is There A Scarlet Letter On My Breast ? | ¿Existe una letra escarlata en mi seno? |
| 13       | Taco, Tulips, Duck and Spices            | Taco, Tulips, Pato y Especias           |